# Escuts i banderes de la Canal de Navarrés
Els escuts i banderes de la Canal de Navarrés són el conjunt de símbols que representen els municipis d'aquesta comarca.
En aquest article s'hi inclouen els escuts i les banderes oficialitzats per la Generalitat Valenciana i els que se van aprovar per l'administració de l'Estat abans de les transferències a la Generalitat Valenciana, així com altres que no han estat oficialitzats.

## Escuts oficials

Anna Aprovat el 3 de maig de 2004.[1] Modificat el 3 de maig de 2016.
Bolbait Aprovat el 27 de juliol de 1964.
Énguera Aprovat el 17 d'agost de 1973.
Millars Aprovat el 19 de gener de 2015.
Navarrés Aprovat el 20 de desembre de 1962.
Quesa Aprovat el 4 d'octubre de 1994.
Xella Aprovat el 7 de juny de 1973.[8] Modificat el 12 de setembre de 2003.

## Escuts sense oficialitzar

Bicorb

## Banderes oficials

Énguera Aprovada el 24 de gener de 2008.
Quesa Aprovada el 12 de juny de 1997.